# スーパー桃太郎電鉄DX
スーパー桃太郎電鉄DX（スーパーももたろうでんてつデラックス）は、ハドソンが1995年12月8日に発売したスーパーファミコン用ボードゲーム。桃太郎電鉄シリーズの第5作である。

## 概要
前作『スーパー桃太郎電鉄III』に比べてロムカセットの容量が2倍にアップしたため、マップが新しく描き直され、新駅・新カード・新イベントが多数登場し、まさに（前作比で）デラックスなものとなっている。また、ルール変更が多数設けられている。
また、非売品として、JR西日本プレゼンツ版が存在しており、スタート地点が東京ではなく大阪になっている。
『ドラゴンクエスト』の楽曲を手掛けているすぎやまこういちがさくまに「毎年（新作を）やりたい」とリクエストしたことがきっかけで本作以降、桃太郎電鉄シリーズを年鑑化させるため、ほぼ1年に1回のペースで発売するようになった。

## 前作からの変更点

### 以降のシリーズにも引き継がれた大きな変更点
- 本作と『HAPPY』では、ゲームデータをセーブせずにプレイすることが不可能になっている。
- マップのグラフィックをはじめとして、カードや物件駅の数が大幅に増加した。
  - これまで「駅」と書かれていただけだった物件駅が駅舎の形になったほか、フェリー乗り場と空港も普通の駅と同じ大きさのマスに変更された。
- 主要BGMのいくつか（決算や目的地到着、スリの銀次登場時など）が変更され、本作で変更されたBGMは最新作まで使われ続けている。
  - 海路BGM「海風のメヌエット」に、これまでの作品ではメモリ不足によりカットされていた後半部分のメロディーが追加された[2]。
- 決算のオープニングデモにおける「決算」のフォントが『II（PCE版除く）』『III』での明朝体から、本作以降は『SUPER』と同様に江戸文字勘亭流に固定された。
- 目的地関連について数種類の変更点がある。
  - 目的地到着金は、それまでは「（目的地争奪戦の）優勝賞金」という設定だったが、今作から「地元からの援助金」という設定に変わっている。
  - 同じプレイヤーが複数回目的地に連続で到着すると特典がある。本作ではカード1枚の贈呈。
  - 目的地到着時の演出が本作のみ、真横から見た視点から真正面に見た視点になっている。
- 貧乏神がつくプレイヤーの告知の際のセリフ回しが再変更され、以降統一された。
- モモトラマン・金太郎カードは持っているだけでは効果が発動せず、事前にカードを使用してスタンバイさせることが必要となった。負けない限り、何度出動してもスタンバイは解除されない。
  - 金太郎も今回から負ける可能性ができた代わりに1回限りの使用制限が撤廃され、モモトラマン同様に勝てば何度でも出動可能になった。
- カードの売値が買値の1/4になった。
- 青・赤・黄マスに止まった時に発生するイベントの流れの変更。それまでは通常のマスの効果を上書きする形での発生だったが、今作からはマスの効果発生後にイベントが起こる。
- スリの銀次は青マスでは出現しなくなり、赤・黄マスのみの登場となる。
  - 損害保険カード（『III』までの保険カード）で銀次やキングボンビーの被害を補填することは不可能になった。
  - 登場時のBGMは『III』までは台風発生時のテーマ「台風小僧だぜっ!」が使われていたが、本作以降、新曲「シルバーダンディ」が流れるようになった[3]。
- オナラカードの効果の変更。前作までは自分の周囲のプレイヤーを吹き飛ばしたが、本作からはオナラマンが登場して他のプレイヤーを吹き飛ばすようになった。
- ブロックカードが複数回攻撃を防げるようになった代わりにスリの銀次カードを防げなくなった。ただし、本作より登場するパトカードがあれば、どのような形で出現した銀次であっても防げる。
- 青・赤・黄マスに止まった時に強力なカードをルーレットを回さずに拾えるイベントが廃止された。
- 貧乏神の変身パターンにゲストボンビー（多くは1〜2作品限定の形態）が初めて加わった。今作では「コマルン」。
- 本作より、メカボンビーのシステムが変更された。
  - 勝率と値段が異なるバリエーションがあり、持てる数も4台→5台に増えた。
  - ロボット研究所での購入手順がカード売り場同様になった。一括購入する必要があるが、売却も可能。売却額はカード同様に買値の1/4。
  - 安価なカプセルロボが登場。ただし勝率は低く、勝敗にかかわらず使い捨て。また、メカボンビーより勝率の高いメカボンビーRXも登場。
  - メカボンビーVSキングボンビー戦では、互いの体力ゲージが格闘ゲーム風に表示されてダメージ量が視覚化された（1ダメージにつきゲージの1/3が減る）。
- メニューにある「うらわざ」「さらに! うらわざ」が、「設定変更」コマンドに統合された。
- セリフと列車の速度に「まっは」が追加され、5段階に調節出来るようになった。
- 名前の後に付く「役職」に「大佐」「少佐」「ジャー」などバリエーションが追加され、使いようによってはアニメなどのキャラクター名が再現できるようになった。役職に「ドゥー」が加わったことで、過去の作品にあった「名前をえのっぴにすると役職がドゥーになる裏技」が通常のプロセスで再現できる。
- 初登場の「銀河鉄道カード」により、宇宙マップに行けるようになった[4]。シリーズ初の地球外マップである。
  - また、本作のタイトルデモはリニアや汽車が飛びかう宇宙空間をバックに宇宙服を身につけた桃太郎が画面中央で敬礼するという、このカードの内容を意識した演出であり、タイトル曲も銀河鉄道カード使用時のBGM「スペース・ツアーズ」のイントロ追加版である「スペース・エクスプレス」が使用されている。本作のエンディングもロケットで宇宙を目指す形式である。
- ワープ駅が初登場。今作のみ移動先はランダムに決まる。移動すると資金がプラスの状態でもマイナスの状態でも0になる。
- 冬眠カードの効果を受けている時、ターンのはじめにグッスリンが登場するようになり、サイコロ勝負に勝てば起こしてくれるようになった。
- 佐世保の造船所を所持していると開発資金を請求されるイベント（払わないと倒産することがある）が削除された。
- 支社のある都市が札幌・鹿児島から旭川・宮崎・グアムに変更された。
- なすりつけカードに失敗した時の効果が攻撃系カード（ふういん・牛歩・冬眠のいずれか）の効果を自分が受ける仕様に変更された。また、ふみたおしカードが失敗することがあるようになり、なすりつけカードと同様に攻撃系カードの効果を自分が受けることになる。
- 青・赤・黄マスに止まった時、ごく稀に電車伝助が登場し、サイコロ1個を振って移動しなければならないイベントが追加された。
- 8年以上プレイすると決算時に地域王が発表され、地方別に最も多く物件を持っているプレイヤーの汽車と同じ色になる。海外は対象外。
- 景気変動が追加され、バブルと不景気に加えて新たに大恐慌が登場。大恐慌になるとプラス駅が全てマイナス駅に変わってしまう上に止まった時の支出は2倍になる。到着援助金は通常時の1/4になる。
  - 大恐慌時のテーマ「大恐慌エレジー」は本作の通常マップ曲をアレンジしたものだが、以降の作品でも大恐慌イベントのテーマ曲として使用されている[5]。また、その後の作品にも、絶不調時や餓鬼のスランプ時といった、景気変動イベントが登場しない[6]『20周年』以降の作品にも使用されている。
- 目的地の候補地自体が変更される仕様が登場。今作では候補地が2グループあり、1つのグループの目的地が一巡すると、候補地がもう1つのグループに変更される[7]。この「目的地が候補ごと変わる」イベントは、本作ではエロマンガ島の出現以降（後述）。
  - 『7』『jr.』で登場しなかったケースを除き、後の作品でも形を変えて実装されている。
- 「ゲーム途中で新たに出現する駅」が初登場。
  - 本作では8年目以降に秋田沖駅（油田）が、20年目以降の目的地一巡後にエロマンガ島駅がそれぞれ登場する。
  - エロマンガ島駅・関西国際空港の登場の影響で海外のマップが大幅に変更された。
- 特定のプレイ回数のみ特別な状態でスタートする「記念ゲーム」は引き続き登場しているが、条件や内容は異なっている。
  - 50回 - 最初から「ぶっとびカード」を6枚所持。
  - 100回 - 最初から「リトルデビルカード」、「デビルカード」、「キングデビルカード」をそれぞれ1枚ずつ所持。
  - 200回 - 最初から「新幹線カード」、「ゴールドカード」、「プラチナカード」、「ダイヤモンドカード」、「埋蔵金カード」、「ウイルスカード」をそれぞれ1枚ずつ所持。

### 本作において特徴的な変更点
- 人間プレイヤーが1人の場合、新宿のゲームセンターを買うことでそこに止まるたびにミニゲームができるようになる。
- ちばばカードの効果が、入手時にぶっとびカードを数回発動する効果に変更された。

## 関連書籍
- ワンダーライフスペシャル ハドソン公式ガイドブック スーパー桃太郎電鉄DX (ISBN 4-09-102525-0)
- ベストセラーズ スーパー桃太郎電鉄DX究極本 (ISBN 4584160317)
  - ゲーム監督のさくまあきらと音楽担当の関口和之、『ドラゴンクエスト』の音楽担当すぎやまこういちの対談、キャラクターデザイン担当の土居孝幸による開発スタッフの1人である千葉達也が本作をプレイする様子を描いた4コマ漫画「ちばばの法則2」が掲載されている。また75ページに開発版のタイトル画面と女湯イベントの画像（湯けむりのエフェクトがなくなっている）が掲載されている。
- 月刊ファミ通Bros.攻略本シリーズ Super桃太郎電鉄DXプレイングマニュアル (ISBN 4893664522)
- 覇王ゲームスペシャル スーパー桃太郎電鉄DXいい日旅立ち攻略ガイド (ISBN 4063292428)